# 星野ひので
星野 ひので（ほしの ひので、2005年4月18日 - ）は、群馬県桐生市出身のプロ野球選手（外野手）。右投右打。北海道日本ハムファイターズ所属。

## 経歴

### プロ入り前
桐生市立新里中央小学校在学時は大間々東小リトルジャイアンツ、桐生市立新里中学校在学時は硬式野球のクラブチームである桐生ボーイズでプレーしていた。
群馬県立前橋工業高等学校では1年夏から3番打者を務めたが、2年夏の大会後に右肘の手術を受けて離脱。リハビリ中は柔軟性アップと下半身の強化に努め、体重を69kgから84kgまで増量した。その後復帰し、3年夏の群馬大会では常盤との2回戦で2本塁打を放ったが、続く3回戦で関東学園大附に敗れた。3年間で甲子園大会出場はなかった。高校通算16本塁打。
2023年10月26日に開催されたドラフト会議にて、北海道日本ハムファイターズから5位指名を受け、11月20日に契約金2500万円、年俸530万円で入団に合意した（金額は推定）。NPB史上初の名前が平仮名の選手となった（名前に平仮名が含まれる選手は1969年アトムズ13位指名の一の関秀則がいたが、下の名前が平仮名の選手は初となる）。

## 人物
姉2人、妹、弟の5人きょうだいで、自身を含めて全員の名前がひらがなである。自身の名前は文字通り日の出が由来で、父親から「周りから待ち望まれ、期待されるように」という願いが込められている。
実家は生花店を営み、好きな花はチューリップ。
小学6年時に敷島球場で行われた野球教室で同郷の西武・髙橋光成と手をつないでもらったことがあり、「それからプロ野球選手をかっこいいなと思うようになった」という。入団会見でも憧れの投手である髙橋との対戦を熱望した。

## 詳細情報

### 背番号
- 68（2024年 - ）